# Небриллиантовая рука
«Небриллиа́нтовая рука́» — российская кинокомедия 2024 года производства телеканала «ТНТ» и компании «Ген Продакшн», снятая режиссёрами Михаилом Семичевым и Романом Кимом. Является пародией на советскую комедию Леонида Гайдая «Бриллиантовая рука». Главные роли исполнили Тимур Батрутдинов, Алексей Воробьёв и Максим Лагашкин.
Закрытый показ фильма состоялся 23 декабря 2024 года в кинотеатре «Октябрь». Премьера на телевидении состоялась 31 декабря 2024 года в 20:00 на «ТНТ».

## Сюжет
Действие разворачивается в наши дни в альтернативном СССР. Главный герой Семён Семёнович Горбунков отправляется на круизном лайнере в путешествие по дружественным странам. Во время последней остановки в старом Дубае Горбунков травмирует руку и попадает к контрабандистам, которые накладывают ему гипс, но вместо золота и бриллиантов они прячут в нём «параллельноимпортные» товары (новый смартфон, фен «Dyson», «Биг Мак» и порцию картофеля фри из «Макдональдса», платье «Zara» и дверь от автомобиля). В конце фильма появляются отсылки на предыдущюю пародию: первый раз когда милиция охотилась за Козодоевым и Лёликом, второй раз в конце фильма показывали по телевизору.

## В ролях
- Тимур Батрутдинов — Семён Семёнович Горбунков (Агент 007-ён Семёнович) / Владимир Трынкин, генеральный директор криптовалютного холдинга «Титаник» / Шурик (в «анонсе» пародии на фильм «Кавказская пленница») / управдом Бунша Иван Васильевич (в конце фильма у Горбунковых по телевизору показывали пародию «Иван Васильевич меняет всё»)
- Алексей Воробьёв — Геннадий Петрович Козодоев (Геша)
- Максим Лагашкин — Лёлик / Жорж Блиновский (в конце фильма у Горбунковых по телевизору показывали пародию «Иван Васильевич меняет всё»)
- Марина Кравец — Надежда, жена Горбункова / Нина (в «анонсе» пародии на фильм «Кавказская пленница»)
- Артём Мельников — Максим, сын Горбунковых
- Стефания Лебедева — дочь Горбунковых
- Никита Кологривый — Агент 006
- Сергей Жуков — Лже-Шеф / камео
- Владимир Епифанцев — Михаил Иванович, сотрудник КГБ (Контрабандного госбюро)
- Ольга Картункова — Варвара Сергеевна Плющ, управдом / Шеф
- Максим Киселёв — член домкома на общественных началах, сосед
- Наталия Медведева — ведущая показа мод / Миледи (в «анонсе» пародии на фильм «Д’Артаньян и три мушкетёра»)
- Игорь Ознобихин — Володя, сотрудник КГБ
- Павел Воля — контрабандист-аптекарь / Анатолий Ефремович Новосельцев (в «анонсе» пародии на фильм «Служебный роман»)
- Михаил Галустян — контрабандист, помощник аптекаря
- Ляйсан Утяшева — Людмила Прокофьевна Калугина (в «анонсе» пародии на фильм «Служебный роман»)
- Регина Тодоренко — Анна Сергеевна, соблазнительница / певица в образе Джессики Рэббит
- Юрий Музыченко — Джек Воробей
- Дмитрий Губерниев — Николай Губерниев, ведущий советского телеканала / Хулио Губернейро, ведущий телеканала «Испания-24»
- Роман Каграманов — испанский контрабандист
- Алексей Маклаков — полковник КГБ
- Екатерина Моргунова — Марья Николаевна, старушка, соседка, лифтёрша-дворник
- Валентина Рубцова — Надежда Кузякина (в «анонсе» пародии на фильм «Любовь и голуби»)
- Джиган — бородатый прохожий
- Сергей Светлаков — капитан круизного лайнера «Михаил Светлаков»
- Сергей Шнуров — камео
- Сергей Дружко — советский робот-милиционер («Робомент»)
- Филипп Киркоров — Арлекин / камео
- Константин Бутусов — контрабандист в России № 1
- Антон Иванов — контрабандист в России № 2
- Татьяна Морозова — женщина-организатор
- Владимир Маркони — журналист в порту
- Сергей Гореликов — бедуин с музыкальным инструментом
- Руслан Мирзаханов — бедуин на пальме
- Anna Asti — караоке-аппарат «Т.Ё.Л.К.А.»
- Дима Билан — Ив Сен-Билан, модельер
- Mona — муза-супермодель № 1
- Асия — муза-супермодель № 2
- Wiwo — муза-супермодель № 3
- Bearwolf — муза-супермодель № 4
- Максим Ткаченко — пират-интеллигент
- Максим Семичев — раненый режиссёр
- Вячеслав Макаров — Федя, ведущий мероприятия в особняке «Плакучая ива»
- Дмитрий Кондратюк — мини-Жуков
- Катя Лель — дубайская жрица любви / гадалка
- Ваня Дмитриенко — Джинн
- Андрей Шелков — пьяный пират
- Андрей Аверин — официант (в «анонсе» пародии на фильм «Кавказская пленница»)
- Зураб Матуа — администратор гостиницы (в «анонсе» пародии на фильм «Кавказская пленница»)
- Дмитрий Грачёв — зритель в кинотеатре КГБ
- Зиёдилло Ибрагимов — экскурсовод в старом Дубае
- Роберт Захарян — доставщик пиццы
- Сергей Слесаренко — милиционер с радаром
- Максим Ануфриенко — модельер
- Омалис Морено — испанский полицейский
- Роман Сейфуллин — бабка-скейтер
- Дмитрий Вьюшкин — официант в особняке «Плакучая ива»
- Александр Баширов — мужчина с кладом
- Михаил Попов — квадробер № 1
- Илья Семёнов — квадробер № 2
- Анна Асташкина — продавщица в булочной (нет в титрах)
- Артём Большунов — эпизод (нет в титрах)
- Александр Колбас — эпизод (нет в титрах)
- Татьяна Масловская — продавец (нет в титрах)
- Ольга Лапшина — кладовщица (нет в титрах)
- Лия Гончарова — Хлопушка (нет в титрах)
- Ольга Челышева — гостья (нет в титрах)
- Игорь Волокитин — пират (нет в титрах)
- Юрий Ли — повар (нет в титрах)
- Михаил Коновалов — квадробер (нет в титрах)
- Илья Самойлов — джентльмен (нет в титрах)
- Сергей Рубцов — милиционер (нет в титрах)
- Алексей Стрельцов — милиционер (нет в титрах)
- Андрей Целяков — Пётр (нет в титрах)
- Андрей Коротаев — Кинг-Конг (нет в титрах)
- Владимир Якимов — курьер (нет в титрах)
- Артемий Казаков — мальчик с сачком (нет в титрах)
- Александр Михеев — Данил Крагин, парковщик в особняке «Плакучая ива» (нет в титрах)

## Саундтрек
- Алексей Воробьёв — Остров невезения
- Дима Билан — На берегу неба (звучит только отрывок)
- Катя Лель и Ваня Дмитриенко — Мой мармеладный
- DJ Smash, DJ Vengerov, Bobina и Марина Кравец — Нефть
- Рафаэлла Карра — Pedro (Jaxomy & Agatino Romero Remix)
- Anna Asti — По барам, Повело
- Дима Билан, Mona, Асия, Wiwo и Bearwolf — Посмотри в глаза
- Джиган — Ты моя, ты, да
- The Hatters — На Титанике
- Аида Ведищева — Помоги мне!
- Регина Тодоренко — Holding Out for a Hero, Skyfall
- Эдита Пьеха — Наш сосед
- Филипп Киркоров — Фиолетовая вата
- «Ленинград» — Песня про зайцев

## Восприятие
Уже на уровне идеи фильм вызвал немало критики в свой адрес.
Как отметил Давид Шнейдеров: «Конечно, глупо сравнивать Батрутдинова с Никулиным или Лагашкина с Папановым. Это бред собачий. Но, как одноразовая жвачка с девизом „People схавает“, почему бы и нет? „Небриллиантовая рука“, к счастью, не выйдет в кинотеатрах». Максим Никулин в интервью News.ru сообщил, что не встречал качественных аналогичных проектов на телеканале «ТНТ»: «Плохо. Ничего из того, что я видел, не было хорошим. Кто-то справедливо заметил: нельзя искать успех там, где ты уже его обрёл».
В то же время проект поддержал Сарик Андреасян, отметив, что «необходимо адаптировать классические произведения для современных поколений, которым нужен „понятный киноязык“».